# Krajská liga ledního hokeje 2022/2023
Krajská liga mužů v sezóně 2022/2023 byla 30. ročníkem samostatné čtvrté nejvyšší české soutěže v ledním hokeji. Olomoucký a Pražský kraj v téhle sezóně nehrály a týmy startovaly v sousedních krajích.

## Krajská liga Vysočiny

### Základní část
| Poř. | Tým                              | Z  | V  | VP | PP | P  | VG  | OG  | B  |
| ---- | -------------------------------- | -- | -- | -- | -- | -- | --- | --- | -- |
| 1.   | HC Světlá nad Sázavou            | 20 | 15 | 4  | 1  | 0  | 113 | 47  | 54 |
| 2.   | HC Chotěboř                      | 20 | 17 | 0  | 2  | 1  | 146 | 54  | 53 |
| 3.   | HC Lední Medvědi Pelhřimov       | 20 | 13 | 2  | 3  | 2  | 123 | 58  | 46 |
| 4.   | Moravskobudějovický HOKEJ        | 20 | 10 | 1  | 2  | 7  | 128 | 81  | 34 |
| 5.   | TJ Jiskra Humpolec               | 20 | 9  | 2  | 1  | 8  | 90  | 86  | 32 |
| 6.   | HC Spartak Velká Bíteš           | 20 | 8  | 2  | 0  | 10 | 83  | 100 | 28 |
| 7.   | SK Telč                          | 20 | 8  | 0  | 3  | 9  | 85  | 102 | 27 |
| 8.   | HHK Velké Meziříčí B             | 20 | 5  | 1  | 0  | 14 | 70  | 134 | 17 |
| 9.   | TJ Náměšť nad Oslavou            | 20 | 4  | 2  | 1  | 13 | 72  | 105 | 17 |
| 10.  | HC Ledeč nad Sázavou             | 20 | 4  | 1  | 1  | 14 | 70  | 99  | 15 |
| 11.  | HC Orli Bystřice nad Pernštejnem | 20 | 1  | 1  | 2  | 16 | 45  | 159 | 7  |

### Play-off

#### Předkolo
- HC Ledeč nad Sázavou - SK Telč 0:5 (Kontumace)
- SK Telč - HC Ledeč nad Sázavou 4:3 (1:0,1:1,2:2)
- SK Telč vyhráli sérii 2:0 na zápasy.

- TJ Náměšť nad Oslavou - HHK Velké Meziříčí B 2:6 (1:2,1:2,0:2)
- HHK Velké Meziříčí B - TJ Náměšť nad Oslavou 4:5 SN (0:1,2:3,1:1,0:0,0:1)
- HHK Velké Meziříčí B vyhráli na skoré.

#### Čtvrtfinále
- HC Chotěboř - SK Telč 6:3 (2:1,3:2,1:0)
- SK Telč - HC Chotěboř 4:10 (1:3,0:4,3:3)
- HC Chotěboř - SK Telč 6:4 (1:0,3:1,2:3)
- HC Chotěboř vyhráli sérii 3:0 na zápasy.

- HC Lední Medvědi Pelhřimov - HC Spartak Velká Bíteš 4:1 (2:1,2:0,0:0)
- HC Spartak Velká Bíteš - HC Lední Medvědi Pelhřimov 6:7 Pr. (1:2,4:2,1:2,0:1)
- HC Lední Medvědi Pelhřimov - HC Spartak Velká Bíteš 8:2 (2:1,1:1,5:0)
- HC Lední Medvědi Pelhřimov vyhráli sérii 3:0 na zápasy.

- HC Světlá nad Sázavou - HHK Velké Meziříčí B 7:1 (1:1,5:0,1:0)
- HHK Velké Meziříčí B - HC Světlá nad Sázavou 2:6 (1:2,1:1,0:3)
- HC Světlá nad Sázavou - HHK Velké Meziříčí B 7:5 (4:2,0:2,3:1)
- HC Světlá nad Sázavou vyhráli sérii 3:0 na zápasy.

- Moravskobudějovický HOKEJ - TJ Jiskra Humpolec 4:8 (2:4,2:2,0:2)
- TJ Jiskra Humpolec - Moravskobudějovický HOKEJ 1:2 Pr. (1:1,0:0,0:0,0:1)
- Moravskobudějovický HOKEJ - TJ Jiskra Humpolec 7:5 (2:1,2:2,3:2)
- TJ Jiskra Humpolec - Moravskobudějovický HOKEJ 4:8 (1:2,1:3,2:3)
- Moravskobudějovický HOKEJ vyhráli sérii 3:1 na zápasy.

#### Semifinále
- HC Chotěboř - HC Lední Medvědi Pelhřimov 4:5 (0:2,3:2,1:1)
- HC Lední Medvědi Pelhřimov - HC Chotěboř 7:2 (2:0,3:2,2:0)
- HC Chotěboř - HC Lední Medvědi Pelhřimov 4:6 (3:0,1:1,0:5)
- HC Lední Medvědi Pelhřimov vyhráli sérii 3:0 na zápasy.

- HC Světlá nad Sázavou - Moravskobudějovický HOKEJ 2:5 (1:2,1:1,0:2)
- Moravskobudějovický HOKEJ - HC Světlá nad Sázavou 7:5 (5:0,2:3,0:2)
- HC Světlá nad Sázavou - Moravskobudějovický HOKEJ 1:3 (1:2,0:0,0:1)
- Moravskobudějovický HOKEJ vyhráli sérii 3:0 na zápasy.

#### Finále
- HC Lední Medvědi Pelhřimov - Moravskobudějovický HOKEJ 5:3 (1:0,1:1,3:2)
- Moravskobudějovický HOKEJ - HC Lední Medvědi Pelhřimov 5:2 (2:0,1:1,2:1)
- HC Lední Medvědi Pelhřimov - Moravskobudějovický HOKEJ 5:1 (1:0,2:1,2:0)
- Moravskobudějovický HOKEJ - HC Lední Medvědi Pelhřimov 3:7 (1:0,1:2,1:5)
- HC Lední Medvědi Pelhřimov vyhráli sérii 3:1 na zápasy a postoupil do kvalifikace o postup do baráže o 2. ligu.

## Jihočeská krajská liga

### Základní část
| Poř. | Tým                              | Z  | V  | VP | PP | P  | VG  | OG  | B  |
| ---- | -------------------------------- | -- | -- | -- | -- | -- | --- | --- | -- |
| 1.   | HC Samson České Budějovice       | 20 | 15 | 1  | 0  | 4  | 115 | 55  | 47 |
| 2.   | HC Milevsko 1934                 | 20 | 13 | 3  | 0  | 4  | 98  | 51  | 45 |
| 3.   | TJ Hluboká nad Vltavou Knights   | 20 | 9  | 4  | 2  | 5  | 96  | 63  | 37 |
| 4.   | OLH Spartak Soběslav             | 20 | 11 | 1  | 2  | 6  | 90  | 67  | 37 |
| 5.   | HC Slavoj Český Krumlov          | 20 | 9  | 1  | 2  | 8  | 112 | 75  | 31 |
| 6.   | TJ Lokomotiva Veselí nad Lužnicí | 20 | 10 | 0  | 1  | 9  | 105 | 96  | 31 |
| 7.   | HC Strakonice                    | 20 | 10 | 0  | 0  | 10 | 86  | 88  | 30 |
| 8.   | TJ Sokol Radomyšl                | 20 | 7  | 3  | 1  | 9  | 88  | 92  | 28 |
| 9.   | HC Vimperk                       | 20 | 7  | 1  | 2  | 10 | 72  | 85  | 25 |
| 10.  | HC Střelci Jindřichův Hradec     | 20 | 3  | 0  | 5  | 12 | 65  | 129 | 14 |
| 11.  | TJ Božetice                      | 20 | 1  | 1  | 0  | 18 | 60  | 186 | 5  |

### Play-off

#### Čtvrtfinále
- HC Samson České Budějovice - TJ Sokol Radomyšl 6:1 (2:0,2:1,2:0)
- TJ Sokol Radomyšl - HC Samson České Budějovice 6:7 (4:2,0:2,2:3)
- HC Samson České Budějovice vyhráli sérii 2:0 na zápasy.

- HC Milevsko 1934 - HC Strakonice 5:2 (1:0,3:2,1:0)
- HC Strakonice - HC Milevsko 1934 4:5 Sn. (0:1,1:1,3:2,0:0,0:1)
- HC Milevsko 1934 vyhráli sérii 2:0 na zápasy.

- TJ Hluboká nad Vltavou Knights - TJ Lokomotiva Veselí nad Lužnicí 8:1 (3:0,4:1,1:0)
- TJ Lokomotiva Veselí nad Lužnicí - TJ Hluboká nad Vltavou Knights 4:3 Pr. (1:2,1:1,1:0,1:0)
- TJ Hluboká nad Vltavou Knights - TJ Lokomotiva Veselí nad Lužnicí 2:5 (1:1,1:0,0:4)
- TJ Lokomotiva Veselí nad Lužnicí vyhráli sérii 2:1 na zápasy.

- OLH Spartak Soběslav - HC Slavoj Český Krumlov 5:1 (2:0,2:1,1:0)
- HC Slavoj Český Krumlov - OLH Spartak Soběslav 8:1 (2:0,3:0,3:1)
- OLH Spartak Soběslav - HC Slavoj Český Krumlov 4:1 (1:0,2:1,1:0)
- OLH Spartak Soběslav vyhráli sérii 2:1 na zápasy.

#### Semifinále
- HC Samson České Budějovice - TJ Lokomotiva Veselí nad Lužnicí 5:3 (2:2,1:0,2:1)
- TJ Lokomotiva Veselí nad Lužnicí - HC Samson České Budějovice 0:5 (0:3,0:1,0:1)
- HC Samson České Budějovice - TJ Lokomotiva Veselí nad Lužnicí 2:3 (0:0,2:1,0:2)
- TJ Lokomotiva Veselí nad Lužnicí - HC Samson České Budějovice 4:6 (1:1,0:2,3:3)
- HC Samson České Budějovice vyhráli sérii 3:1 na zápasy.

- HC Milevsko 1934 - OLH Spartak Soběslav 4:5 Pr. (2:0,2:3,0:1,0:1)
- OLH Spartak Soběslav - HC Milevsko 1934 1:4 (0:0,1:4,0:0)
- HC Milevsko 1934 - OLH Spartak Soběslav 6:5 (4:3,1:2,1:0)
- OLH Spartak Soběslav - HC Milevsko 1934 2:7 (0:1,1:3,1:3)
- HC Milevsko 1934 vyhráli sérii 3:1 na zápasy.

#### Finále
- HC Samson České Budějovice - HC Milevsko 1934 6:4 (2:2,3:2,1:0)
- HC Milevsko 1934 - HC Samson České Budějovice 1:6 (0:1,1:3,0:2)
- HC Samson České Budějovice - HC Milevsko 1934 5:1 (2:1,1:0,2:0)
- HC Samson České Budějovice vyhráli sérii 3:0 na zápasy. HC Samson České Budějovice se vzdal účasti kvalifikace o postup do baráže o 2. ligu.

## Krajská liga Jižní Moravy a Zlína

### Základní část
| Poř. | Tým                     | Z  | V  | VP | PP | P  | VG  | OG  | B  |
| ---- | ----------------------- | -- | -- | -- | -- | -- | --- | --- | -- |
| 1.   | HC Technika Brno        | 22 | 18 | 2  | 0  | 2  | 154 | 72  | 58 |
| 2.   | Hokej Uherský Ostroh    | 22 | 14 | 2  | 2  | 4  | 141 | 86  | 48 |
| 3.   | HK Kroměříž             | 22 | 12 | 0  | 4  | 6  | 93  | 80  | 40 |
| 4.   | HC Lvi Břeclav          | 22 | 11 | 1  | 2  | 8  | 110 | 97  | 37 |
| 5.   | HC Spartak Uherský Brod | 22 | 10 | 1  | 2  | 9  | 103 | 101 | 34 |
| 6.   | Dynamiters Blansko HK   | 22 | 9  | 1  | 0  | 12 | 98  | 85  | 29 |
| 7.   | HC Brumov-Bylnice       | 22 | 7  | 2  | 1  | 12 | 90  | 124 | 26 |
| 8.   | HC Uherské Hradiště     | 22 | 7  | 1  | 0  | 14 | 90  | 143 | 23 |
| 9.   | SHKM Hodonín B          | 22 | 5  | 1  | 1  | 15 | 78  | 135 | 18 |
| 10.  | HC Boskovice            | 22 | 4  | 2  | 1  | 15 | 99  | 133 | 17 |

### Play-off

#### Čtvrtfinále
- HC Technika Brno - HC Uherské Hradiště 13:0 (4:0,7:0,2:0)
- HC Uherské Hradiště - HC Technika Brno 3:9 (1:2,1:4,1:3)
- HC Technika Brno vyhráli sérii 2:0 na zápasy.

- HK Kroměříž - Dynamiters Blansko HK 6:1 (2:1,2:0,2:0)
- Dynamiters Blansko HK - HK Kroměříž 4:7 (2:2,1:4,1:1)
- HK Kroměříž vyhráli sérii 2:0 na zápasy.

- Hokej Uherský Ostroh - HC Brumov-Bylnice 3:2 (0:1,2:0,1:1)
- HC Brumov-Bylnice - Hokej Uherský Ostroh 3:6 (0:1,0:2,3:3)
- Hokej Uherský Ostroh vyhráli sérii 2:0 na zápasy.

- HC Lvi Břeclav - HC Spartak Uherský Brod 6:2 (0:2,3:0,3:0)
- HC Spartak Uherský Brod - HC Lvi Břeclav 2:4 (0:2,1:2,1:0)
- HC Lvi Břeclav vyhráli sérii 2:0 na zápasy.

#### Semifinále
- HC Technika Brno - HC Lvi Břeclav 4:2 (2:1,1:0,1:1)
- HC Lvi Břeclav - HC Technika Brno 4:7 (2:0,0:3,2:4)
- HC Technika Brno vyhráli sérii 2:0 na zápasy.

- Hokej Uherský Ostroh - HK Kroměříž 4:6 (1:4,2:0,1:2)
- HK Kroměříž - Hokej Uherský Ostroh 0:4 (0:0,0:2,0:2)
- Hokej Uherský Ostroh - HK Kroměříž 4:5 (0:3,2:1,2:1)
- HK Kroměříž vyhráli sérii 2:1 na zápasy.

#### Finále
- HC Technika Brno - HK Kroměříž 4:2 (1:0,2:1,1:1)
- HK Kroměříž - HC Technika Brno 5:6 (1:1,0:5,4:0)
- HC Technika Brno - HK Kroměříž 10:1 (4:1,3:0,3:0)
- HC Technika Brno vyhráli sérii 3:0 na zápasy a postoupil do kvalifikace o postup do baráže o 2. ligu.

## Liberecká krajská liga

### Základní část
| Poř. | Tým                     | Z  | V  | VP | PP | P  | VG  | OG  | B  |
| ---- | ----------------------- | -- | -- | -- | -- | -- | --- | --- | -- |
| 1.   | HC Autocentrum Jičín    | 20 | 15 | 2  | 0  | 3  | 104 | 44  | 49 |
| 2.   | HC Turnov 1931          | 20 | 15 | 0  | 2  | 3  | 104 | 60  | 47 |
| 3.   | HC Lomnice nad Popelkou | 20 | 9  | 1  | 1  | 9  | 79  | 65  | 30 |
| 4.   | HC Česká Lípa           | 20 | 7  | 1  | 1  | 11 | 60  | 70  | 24 |
| 5.   | HC TS Varnsdorf         | 20 | 5  | 1  | 1  | 13 | 54  | 109 | 18 |
| 6.   | HC Frýdlant             | 20 | 4  | 0  | 0  | 16 | 47  | 100 | 12 |

### Play-off

#### Čtvrtfinále
- HC Česká Lípa - HC TS Varnsdorf 8:2 (1:0,3:1,4:1)
- HC TS Varnsdorf - HC Česká Lípa 1:7 (1:2,0:5,0:0)
- HC Česká Lípa vyhrála sérii 2:0 na zápasy.

- HC Lomnice nad Popelkou - HC Frýdlant 2:3 (1:0,1:0,0:3)
- HC Frýdlant - HC Lomnice nad Popelkou 6:3 (0:2,4:1,2:0)
- HC Frýdlant vyhrál sérii 2:0 na zápasy.

#### Semifinále
- HC Autocentrum Jičín - HC Frýdlant 3:2 Sn. (1:1,0:1,1:0,0:0,1:0)
- HC Frýdlant - HC Autocentrum Jičín 4:5 (0:1,1:3,3:1)
- HC Autocentrum Jičín - HC Frýdlant 6:3 (1:1,1:0,4:2)
- HC Autocentrum Jičín vyhráli sérii 3:0 na zápasy.

- HC Turnov 1931 - HC Česká Lípa 6:2 (4:0,0:1,2:1)
- HC Česká Lípa - HC Turnov 1931 1:3 (1:0,0:0,0:3)
- HC Turnov 1931 - HC Česká Lípa 6:2 (2:0,3:1,1:1)
- HC Turnov 1931 vyhráli sérii 3:0 na zápasy.

#### Finále
- HC Autocentrum Jičín - HC Turnov 1931 5:1 (1:0,1:0,3:1)
- HC Turnov 1931 - HC Autocentrum Jičín 4:0 (1:0,2:0,1:0)
- HC Autocentrum Jičín - HC Turnov 1931 3:4 Pr. (2:3,0:0,1:0,0:1)
- HC Turnov 1931 - HC Autocentrum Jičín 1:7 (0:2,0:3,1:2)
- HC Autocentrum Jičín - HC Turnov 1931 5:6 Pr. (2:2,1:1,2:2,0:1)
- HC Turnov 1931 vyhráli sérii 3:2 na zápasy. HC Turnov 1931 se vzdal účasti kvalifikace o postup do baráže o 2. ligu.

## Moravskoslezská krajská liga

### Základní část
| Poř. | Tým                      | Z  | V  | VP | PP | P  | VG  | OG  | B  |
| ---- | ------------------------ | -- | -- | -- | -- | -- | --- | --- | -- |
| 1.   | MHK Slovan Orlová        | 18 | 16 | 1  | 0  | 1  | 113 | 50  | 50 |
| 2.   | HC Studénka              | 18 | 12 | 0  | 2  | 4  | 89  | 64  | 38 |
| 3.   | HC Uničov                | 18 | 9  | 3  | 0  | 6  | 62  | 53  | 33 |
| 4.   | HC Frýdek-Místek B       | 18 | 10 | 1  | 0  | 7  | 75  | 72  | 32 |
| 5.   | HC Bospor Bohumín        | 18 | 6  | 3  | 2  | 7  | 66  | 73  | 26 |
| 6.   | HK Krnov                 | 18 | 7  | 2  | 1  | 8  | 54  | 61  | 26 |
| 7.   | TJ Horní Benešov         | 18 | 7  | 0  | 4  | 7  | 77  | 78  | 25 |
| 8.   | HC Wolves Český Těšín    | 18 | 5  | 1  | 2  | 10 | 68  | 84  | 19 |
| 9.   | HC Falcons Sokol Karviná | 18 | 4  | 0  | 0  | 14 | 64  | 91  | 12 |
| 10.  | HC Rožnov pod Radhoštěm  | 18 | 2  | 1  | 1  | 14 | 66  | 108 | 9  |

### Play-off

#### Čtvrtfinále
- MHK Slovan Orlová - HC Wolves Český Těšín 8:2 (1:1,1:0,6:1)
- HC Wolves Český Těšín - MHK Slovan Orlová 0:8 (0:2,0:4,0:2)
- MHK Slovan Orlová vyhráli sérii 2:0 na zápasy.

- HC Studénka - TJ Horní Benešov 5:6 Pr. (0:1,1:2,4:2,0:1)
- TJ Horní Benešov - HC Studénka 6:0 (3:0,2:0,1:0)
- TJ Horní Benešov vyhráli sérii 2:0 na zápasy.

- HC Uničov - HK Krnov 1:2 (0:0,0:1,1:1)
- HK Krnov - HC Uničov 2:3 (1:2,1:0,0:1)
- HC Uničov - HK Krnov 10:1 (3:1,2:0,5:0)
- HC Uničov vyhráli sérii 2:1 na zápasy.

- HC Frýdek-Místek B - HC Bospor Bohumín 3:6 (1:2,2:1,0:3)
- HC Bospor Bohumín - HC Frýdek-Místek B 3:4 (2:1,0:2,1:1)
- HC Frýdek-Místek B vyhráli sérii 2:0 na zápasy.

#### Semifinále
- MHK Slovan Orlová - TJ Horní Benešov 7:1 (2:0,1:1,4:0)
- TJ Horní Benešov - MHK Slovan Orlová 2:5 (1:0,1:0,0:5)
- MHK Slovan Orlová vyhráli sérii 2:0 na zápasy.

- HC Uničov - HC Frýdek-Místek B 5:2 (0:1,2:0,3:1)
- HC Frýdek-Místek B - HC Uničov 1:2 (0:0,0:2,1:0)
- HC Uničov vyhráli sérii 2:1 na zápasy.

#### Finále
- MHK Slovan Orlová - HC Uničov 11:3 (4:0,4:1,3:2)
- HC Uničov - MHK Slovan Orlová 6:0 (1:0,3:0,2:0)
- MHK Slovan Orlová - HC Uničov 11:2 (2:1,5:1,4:0)
- HC Uničov - MHK Slovan Orlová 1:8 (0:2,1:4,0:2)
- MHK Slovan Orlová vyhráli sérii 3:1 na zápasy. MHK Slovan Orlová se vzdal účasti kvalifikace o postup do baráže o 2. ligu.

## Královéhradecká a Pardubická krajská liga

### Základní část

#### Skupina Hradec Králové
| Poř. | Tým                              | Z  | V  | VP | PP | P  | VG | OG  | B  |
| ---- | -------------------------------- | -- | -- | -- | -- | -- | -- | --- | -- |
| 1.   | BK Nová Paka                     | 14 | 11 | 1  | 1  | 1  | 86 | 48  | 36 |
| 2.   | TJ Spartak Nové Město nad Metují | 14 | 10 | 0  | 0  | 4  | 77 | 48  | 30 |
| 3.   | Stadion Nový Bydžov              | 14 | 9  | 0  | 0  | 5  | 70 | 41  | 27 |
| 4.   | HC Jaroměř                       | 14 | 7  | 2  | 1  | 4  | 59 | 56  | 26 |
| 5.   | HC Trutnov                       | 14 | 5  | 2  | 1  | 6  | 64 | 68  | 20 |
| 6.   | SK Třebechovice pod Orebem       | 14 | 5  | 0  | 1  | 8  | 65 | 69  | 16 |
| 7.   | HC Náchod                        | 14 | 3  | 1  | 1  | 9  | 49 | 62  | 12 |
| 8.   | HC Baroni Opočno                 | 14 | 0  | 0  | 1  | 13 | 32 | 110 | 1  |

#### Skupina Pardubice
| Poř. | Tým                        | Z  | V  | VP | PP | P  | VG | OG | B  |
| ---- | -------------------------- | -- | -- | -- | -- | -- | -- | -- | -- |
| 1.   | HC Kohouti Česká Třebová   | 14 | 13 | 0  | 0  | 1  | 85 | 43 | 39 |
| 2.   | HC Slovan Moravská Třebová | 14 | 8  | 0  | 1  | 5  | 67 | 54 | 25 |
| 3.   | HC Chrudim                 | 14 | 7  | 1  | 1  | 5  | 50 | 54 | 24 |
| 4.   | HC Litomyšl                | 14 | 7  | 0  | 1  | 6  | 58 | 39 | 22 |
| 5.   | HC Hlinsko                 | 14 | 6  | 2  | 0  | 6  | 53 | 54 | 22 |
| 6.   | HC Spartak Choceň          | 14 | 6  | 1  | 1  | 6  | 68 | 61 | 21 |
| 7.   | TJ Orli Lanškroun          | 14 | 4  | 1  | 0  | 9  | 42 | 57 | 14 |
| 8.   | HC Spartak Polička         | 14 | 0  | 0  | 1  | 13 | 25 | 86 | 1  |

Týmy umístěné 1.-4. místě postoupily do nadstavby skupina A, týmy umístěny 5.-8. místě postoupily do nadstavby skupiny B.

### Nadstavba

#### Skupina A
| Poř. | Tým                              | Z  | V | VP | PP | P | VG | OG | B  |
| ---- | -------------------------------- | -- | - | -- | -- | - | -- | -- | -- |
| 1.   | Stadion Nový Bydžov              | 14 | 7 | 3  | 0  | 4 | 56 | 42 | 27 |
| 2.   | HC Litomyšl                      | 14 | 6 | 3  | 1  | 4 | 55 | 52 | 25 |
| 3.   | TJ Spartak Nové Město nad Metují | 14 | 6 | 1  | 2  | 5 | 43 | 47 | 22 |
| 4.   | HC Kohouti Česká Třebová         | 14 | 6 | 0  | 2  | 6 | 51 | 56 | 20 |
| 5.   | HC Jaroměř                       | 14 | 5 | 1  | 3  | 5 | 44 | 48 | 20 |
| 6.   | HC Chrudim                       | 14 | 3 | 3  | 4  | 4 | 47 | 51 | 19 |
| 7.   | BK Nová Paka                     | 14 | 5 | 1  | 1  | 7 | 57 | 54 | 18 |
| 8.   | HC Slovan Moravská Třebová       | 14 | 4 | 2  | 1  | 7 | 45 | 48 | 17 |

#### Skupina B
| Poř. | Tým                        | Z  | V  | VP | PP | P  | VG | OG  | B  |
| ---- | -------------------------- | -- | -- | -- | -- | -- | -- | --- | -- |
| 1.   | HC Spartak Choceň          | 14 | 9  | 2  | 1  | 2  | 77 | 42  | 32 |
| 2.   | HC Trutnov                 | 14 | 10 | 0  | 1  | 3  | 84 | 46  | 31 |
| 3.   | SK Třebechovice pod Orebem | 14 | 9  | 0  | 2  | 3  | 80 | 56  | 29 |
| 4.   | TJ Orli Lanškroun          | 14 | 8  | 2  | 0  | 4  | 61 | 43  | 28 |
| 5.   | HC Hlinsko                 | 14 | 8  | 1  | 0  | 5  | 66 | 45  | 26 |
| 6.   | HC Náchod                  | 14 | 4  | 0  | 1  | 9  | 46 | 60  | 13 |
| 7.   | HC Spartak Polička         | 14 | 2  | 0  | 1  | 11 | 40 | 75  | 7  |
| 8.   | HC Baroni Opočno           | 14 | 0  | 1  | 0  | 13 | 28 | 115 | 2  |

### Play-off

#### Osmifinále
- BK Nová Paka - HC Trutnov 5:4 Sn. (1:1,0:3,3:0,0:0,1:0)
- HC Trutnov - BK Nová Paka 5:3 (2:2,3:1,0:0)
- BK Nová Paka - HC Trutnov 4:5 Sn. (1:1,0:3,3:0,0:0,0:1)
- HC Trutnov - BK Nová Paka 2:12 (0:5,1:4,1:3)
- BK Nová Paka - HC Trutnov 3:6 (1:2,1:2,1:2)
- HC Trutnov vyhráli sérii 3:2 na zápasy.

- Stadion Nový Bydžov - HC Baroni Opočno 6:3 (2:1,1:0,3:2)
- HC Baroni Opočno - Stadion Nový Bydžov 0:10 (0:4,0:5,0:1)
- Stadion Nový Bydžov - HC Baroni Opočno 12:3 (2:1,3:0,7:2)
- Stadion Nový Bydžov vyhráli sérii 3:0 na zápasy.

- HC Kohouti Česká Třebová - HC Hlinsko 2:3 (2:0,0:2,0:1)
- HC Hlinsko - HC Kohouti Česká Třebová 2:7 (2:1,0:3,0:3)
- HC Kohouti Česká Třebová - HC Hlinsko 3:1 (0:0,1:0,2:1)
- HC Hlinsko - HC Kohouti Česká Třebová 4:3 Sn. (0:0,2:1,1:2,0:0,1:0)
- HC Kohouti Česká Třebová - HC Hlinsko 6:5 Pr. (1:1,2:1,2:3,1:0)
- HC Kohouti Česká Třebová vyhráli sérii 3:2 na zápasy.

- TJ Spartak Nové Město nad Metují - HC Náchod 5:3 (1:1,2:0,2:2)
- HC Náchod - TJ Spartak Nové Město nad Metují 1:5 (1:3,0:0,0:2)
- TJ Spartak Nové Město nad Metují - HC Náchod 6:1 (1:0,2:1,3:0)
- TJ Spartak Nové Město nad Metují vyhráli sérii 3:0 na zápasy.

- HC Jaroměř - TJ Orli Lanškroun 5:1 (2:0,3:0,0:1)
- TJ Orli Lanškroun - HC Jaroměř 2:6 (1:5,1:1,0:0)
- HC Jaroměř - TJ Orli Lanškroun 7:4 (1:2,2:2,4:0)
- HC Jaroměř vyhráli sérii 3:0 na zápasy.

- HC Litomyšl - HC Spartak Polička 7:5 (0:4,2:1,5:0)
- HC Spartak Polička - HC Litomyšl 2:6 (0:3,2:2,0:1)
- HC Litomyšl - HC Spartak Polička 8:2 (3:0,4:0,1:2)
- HC Litomyšl vyhráli sérii 3:0 na zápasy.

- HC Slovan Moravská Třebová - HC Spartak Choceň 2:1 (0:0,1:0,1:1)
- HC Spartak Choceň - HC Slovan Moravská Třebová 4:3 Pr. (1:1,1:0,1:2,1:0)
- HC Slovan Moravská Třebová - HC Spartak Choceň 6:4 (2:2,4:0,0:2)
- HC Spartak Choceň - HC Slovan Moravská Třebová 4:2 (1:2,1:0,2:0)
- HC Slovan Moravská Třebová - HC Spartak Choceň 5:2 (1:0,0:1,4:1)
- HC Slovan Moravská Třebová vyhráli sérii 3:2 na zápasy.

- HC Chrudim - SK Třebechovice pod Orebem 4:6 (1:1,1:4,2:1)
- SK Třebechovice pod Orebem - HC Chrudim 1:6 (0:2,1:2,0:2)
- HC Chrudim - SK Třebechovice pod Orebem 0:5 (0:3,0:2,0:0)
- SK Třebechovice pod Orebem - HC Chrudim 1:4 (1:1,0:2,0:1)
- HC Chrudim - SK Třebechovice pod Orebem 4:3 (1:2,2:1,1:0)
- HC Chrudim vyhráli sérii 3:2 na zápasy.

#### Čtvrtfinále
- Stadion Nový Bydžov - HC Trutnov 5:2 (1:2,3:0,1:0)
- HC Trutnov - Stadion Nový Bydžov 1:6 (0:1,1:0,0:5)
- Stadion Nový Bydžov - HC Trutnov 3:1 (1:0,1:1,1:0)
- Stadion Nový Bydžov vyhráli sérii 3:0 na zápasy.

- TJ Spartak Nové Město nad Metují - HC Chrudim 3:1 (2:0,0:1,1:0)
- HC Chrudim - TJ Spartak Nové Město nad Metují 3:2 (1:0,1:0,1:2)
- TJ Spartak Nové Město nad Metují - HC Chrudim 4:2 (0:1,2:0,2:1)
- HC Chrudim - TJ Spartak Nové Město nad Metují 4:0 (2:0,1:0,1:0)
- TJ Spartak Nové Město nad Metují - HC Chrudim 6:4 (2:1,2:0,2:3)
- TJ Spartak Nové Město nad Metují vyhráli sérii 3:2 na zápasy.

- HC Litomyšl - HC Slovan Moravská Třebová 3:1 (1:0,0:1,2:0)
- HC Slovan Moravská Třebová - HC Litomyšl 1:2 (1:1,0:0,0:1)
- HC Litomyšl - HC Slovan Moravská Třebová 4:0 (0:0,1:0,3:0)
- HC Litomyšl vyhráli sérii 3:0 na zápasy.

- HC Kohouti Česká Třebová - HC Jaroměř 3:6 (0:0,0:3,3:3)
- HC Jaroměř - HC Kohouti Česká Třebová 7:5 (0:0,3:3,4:2)
- HC Kohouti Česká Třebová - HC Jaroměř 4:2 (2:0,1:2,1:0)
- HC Jaroměř - HC Kohouti Česká Třebová 3:4 Pr. (1:2,2:1,0:0,0:1)
- HC Kohouti Česká Třebová - HC Jaroměř 5:1 (1:0,2:0,2:1)
- HC Kohouti Česká Třebová vyhráli sérii 3:2 na zápasy.

#### Semifinále
- Stadion Nový Bydžov - HC Kohouti Česká Třebová 7:2 (1:1,1:0,5:1)
- HC Kohouti Česká Třebová - Stadion Nový Bydžov 4:2 (0:1,2:1,2:0)
- Stadion Nový Bydžov - HC Kohouti Česká Třebová 5:1 (1:1,2:0,2:0)
- HC Kohouti Česká Třebová - Stadion Nový Bydžov 4:3 (0:0,2:1,2:2)
- Stadion Nový Bydžov - HC Kohouti Česká Třebová 5:2 (4:1,0:1,1:0)
- Stadion Nový Bydžov vyhráli sérii 3:2 na zápasy.

- HC Litomyšl - TJ Spartak Nové Město nad Metují 4:2 (3:0,1:1,0:1)
- TJ Spartak Nové Město nad Metují - HC Litomyšl 5:1 (0:0,3:1,2:0)
- HC Litomyšl - TJ Spartak Nové Město nad Metují 3:1 (0:1,0:0,3:0)
- TJ Spartak Nové Město nad Metují - HC Litomyšl 3:0 (0:0,1:0,2:0)
- HC Litomyšl - TJ Spartak Nové Město nad Metují 2:1 (0:1,1:0,1:0)
- HC Litomyšl vyhráli sérii 3:2 na zápasy.

#### O 3. místo
- HC Kohouti Česká Třebová - TJ Spartak Nové Město nad Metují 6:7 (2:3,4:3,0:1)
- TJ Spartak Nové Město nad Metují - HC Kohouti Česká Třebová 7:1 (2:0,4:0,1:1)

#### Finále
- Stadion Nový Bydžov - HC Litomyšl 3:6 (2:4,1:0,0:2)
- HC Litomyšl - Stadion Nový Bydžov 0:3 (0:2,0:1,0:0)
- Stadion Nový Bydžov - HC Litomyšl 2:5 (0:0,0:2,2:3)
- HC Litomyšl - Stadion Nový Bydžov 5:2 (3:1,1:0,1:1)
- HC Litomyšl vyhráli sérii 3:1 na zápasy. HC Litomyšl se vzdal účasti kvalifikace o postup do baráže o 2. ligu.

## Plzeňská a Karlovarská krajská liga

### Základní část
| Poř. | Tým                   | Z  | V  | VP | PP | P  | VG  | OG  | B  |
| ---- | --------------------- | -- | -- | -- | -- | -- | --- | --- | -- |
| 1.   | HK Rokycany           | 16 | 13 | 0  | 1  | 2  | 112 | 56  | 40 |
| 2.   | HC Meteor Třemošná    | 16 | 10 | 2  | 0  | 4  | 106 | 63  | 34 |
| 3.   | HC Baník Sokolov B    | 16 | 9  | 1  | 1  | 5  | 81  | 77  | 30 |
| 4.   | HC Rebel město Nejdek | 16 | 8  | 3  | 0  | 5  | 91  | 61  | 30 |
| 5.   | HC Domažlice          | 16 | 8  | 1  | 2  | 5  | 90  | 75  | 28 |
| 6.   | HC Klatovy B          | 16 | 6  | 0  | 2  | 8  | 68  | 65  | 20 |
| 7.   | HC Apollo             | 16 | 4  | 2  | 2  | 8  | 58  | 86  | 18 |
| 8.   | HC Mariánské Lázně    | 16 | 4  | 1  | 1  | 10 | 56  | 88  | 15 |
| 9.   | HC Tachov             | 16 | 0  | 0  | 1  | 15 | 43  | 134 | 1  |

### Play-off

#### Předkolo
- HC Klatovy B - HC Baník Sokolov B 4:3 (2:0,0:1,2:2)
- HC Baník Sokolov B - HC Klatovy B 4:4 Pr. (2:0,1:2,1:1,0:0,0:0,0:0,0:1)
- HC Klatovy B vyhráli o výsledek z druhého zápasů, který byl ukončen až ve čtvrtém prodloužení.

- HC Domažlice - HC Rebel město Nejdek 7:3 (2:1,2:1,3:1)
- HC Rebel město Nejdek - HC Domažlice 7:4 Pr. (0:0,0:2,7:1,0:0,0:1)
- HC Domažlice vyhráli o výsledek z druhého zápasů, který byl ukončen až ve druhém prodloužení.

#### Semifinále
- HC Klatovy B - HK Rokycany 2:3 (0:1,2:0,0:2)
- HK Rokycany - HC Klatovy B 7:2 (4:1,1:0,2:1)
- HK Rokycany vyhráli sérii 2:0 na zápasy.

- HC Domažlice - HC Meteor Třemošná 6:4 (1:2,4:0,1:2)
- HC Meteor Třemošná - HC Domažlice 7:1 Pr. (2:0,3:0,1:1,1:0)
- HC Meteor Třemošná vyhráli o výsledek z druhého zápasů, který byl ukončen po prodloužení.

#### Finále
- HK Rokycany - HC Meteor Třemošná 5:6 (2:1,2:3,1:2)
- HC Meteor Třemošná - HK Rokycany 4:2 (1:1,1:0,2:1)
- HC Meteor Třemošná vyhráli sérii 2:0 na zápasy. HC Meteor Třemošná se vzdal účasti kvalifikace o postup do baráže o 2. ligu.

## Středočeská krajská liga

### Základní část

#### Skupina východ
| Poř. | Tým                 | Z  | V  | VP | PP | P  | VG  | OG  | B  |
| ---- | ------------------- | -- | -- | -- | -- | -- | --- | --- | -- |
| 1.   | HC Poděbrady        | 22 | 12 | 1  | 1  | 8  | 112 | 78  | 39 |
| 2.   | BK Mladá Boleslav B | 22 | 11 | 0  | 2  | 9  | 92  | 94  | 35 |
| 3.   | SC Kolín B          | 22 | 8  | 4  | 1  | 9  | 87  | 82  | 33 |
| 4.   | HC Čáslav           | 22 | 8  | 1  | 3  | 10 | 85  | 92  | 29 |
| 5.   | SK Sršni Kutná Hora | 22 | 9  | 1  | 0  | 12 | 57  | 72  | 29 |
| 6.   | HC Žabonosy         | 22 | 7  | 0  | 3  | 12 | 83  | 122 | 24 |

#### Skupina sever
| Poř. | Tým                      | Z  | V  | VP | PP | P  | VG  | OG | B  |
| ---- | ------------------------ | -- | -- | -- | -- | -- | --- | -- | -- |
| 1.   | HC Rakovník              | 22 | 15 | 1  | 0  | 6  | 110 | 68 | 47 |
| 2.   | HK Lev Slaný             | 22 | 11 | 3  | 2  | 6  | 86  | 73 | 41 |
| 3.   | HK Kralupy nad Vltavou   | 22 | 10 | 3  | 2  | 7  | 84  | 78 | 38 |
| 4.   | HC Junior Mělník         | 22 | 11 | 1  | 0  | 10 | 86  | 91 | 35 |
| 5.   | HC Hvězda Praha          | 22 | 8  | 2  | 1  | 11 | 75  | 72 | 29 |
| 6.   | HC Benátky nad Jizerou B | 22 | 5  | 3  | 1  | 13 | 63  | 95 | 22 |

#### Skupina jih
| Poř. | Tým                      | Z  | V  | VP | PP | P  | VG  | OG  | B  |
| ---- | ------------------------ | -- | -- | -- | -- | -- | --- | --- | -- |
| 1.   | SK Černošice             | 22 | 18 | 0  | 0  | 4  | 156 | 79  | 54 |
| 2.   | HC Slavoj Velké Popovice | 22 | 12 | 2  | 0  | 8  | 91  | 83  | 40 |
| 3.   | HC Lev Benešov           | 22 | 11 | 0  | 3  | 8  | 109 | 92  | 36 |
| 4.   | HC Rytíři Vlašim         | 22 | 8  | 1  | 2  | 11 | 107 | 120 | 28 |
| 5.   | HK Králův Dvůr           | 22 | 8  | 0  | 2  | 12 | 92  | 93  | 26 |
| 6.   | HC Spartak Žebrák        | 22 | 3  | 0  | 0  | 19 | 50  | 141 | 9  |

### Skupina o udržení
| Poř. | Tým                        | Z | V | VP | PP | P | VG | OG | B |
| ---- | -------------------------- | - | - | -- | -- | - | -- | -- | - |
| 1.   | HC Žabonosy                | 4 | 2 | 0  | 1  | 1 | 19 | 14 | 7 |
| 2.   | HC Benátky nad Jizerou "B" | 4 | 1 | 1  | 1  | 1 | 12 | 11 | 6 |
| 3.   | HC Spartak Žebrák          | 4 | 1 | 1  | 0  | 2 | 13 | 19 | 5 |

- HC Spartak Žebrák se měl utkat v baráži o Středočeskou krajskou ligou s vítězem Krajské soutěže týmem HC TNP Praha. Baráž byla nakonec zrušena a týmy setrvali pro nadcházející ročník beze změny.

### Play-off

#### Předkolo
- BK Mladá Boleslav B - HC Junior Mělník 2:4 (1:1,0:2,1:1)
- HC Junior Mělník - BK Mladá Boleslav B 6:0 (2:0,1:0,3:0)
- HC Junior Mělník vyhráli sérii 2:0 na zápasy.

- HC Slavoj Velké Popovice - HC Hvězda Praha 7:1 (3:1,4:0,0:0)
- HC Hvězda Praha - HC Slavoj Velké Popovice 7:3 (3:2,2:0,2:1)
- HC Slavoj Velké Popovice - HC Hvězda Praha 3:1 (1:1,1:0,1:0)
- HC Slavoj Velké Popovice vyhráli sérii 2:1 na zápasy.

- HC Lev Benešov - SC Kolín B 1:5 (0:1,1:1,0:3)
- SC Kolín B - HC Lev Benešov 3:2 (0:0,2:0,1:2)
- SC Kolín B vyhráli sérii 2:0 na zápasy.

- HK Kralupy nad Vltavou - SK Sršni Kutná Hora 3:1 (1:1,0:0,2:0)
- SK Sršni Kutná Hora - HK Kralupy nad Vltavou 1:2 Pr. (0:1,0:0,1:0,0:1)
- HK Kralupy nad Vltavou vyhráli sérii 2:0 na zápasy.

#### Čtvrtfinále
- SK Černošice - SC Kolín B 8:4 (2:0,2:3,4:1)
- SC Kolín B - SK Černošice 5:4 (0:0,3:3,1:2)
- SK Černošice vyhráli sérii 2:0 na zápasy.

- HC Rakovník - HC Junior Mělník 6:3 (0:1,2:2,4:0)
- HC Junior Mělník - HC Rakovník 4:2 (1:1,2:0,1:1)
- HC Rakovník - HC Junior Mělník 3:4 Pr. (1:2,1:1,1:0)
- HC Junior Mělník vyhráli sérii 2:1 na zápasy.

- HC Slavoj Velké Popovice - HC Poděbrady 4:5 Pr. (2:1,0:2,2:1,0:1)
- HC Poděbrady - HC Slavoj Velké Popovice 6:3 (3:0,2:1,1:2)
- HC Poděbrady vyhráli sérii 2:0 na zápasy.

- HK Lev Slaný - HK Kralupy nad Vltavou 1:2 Pr. (0:0,0:1,1:0,0:1)
- HK Kralupy nad Vltavou - HK Lev Slaný 3:4 (1:0,0:2,2:2)
- HK Lev Slaný - HK Kralupy nad Vltavou 1:2 Sn. (2:2,0:1,1:0,0:0,0:1)
- HK Kralupy nad Vltavou vyhráli sérii 2:1 na zápasy.

#### Semifinále
- SK Černošice - HC Junior Mělník 2:4 (0:0,2:3,0:1)
- HC Junior Mělník - SK Černošice 3:5 (2:2,0:2,1:1)
- SK Černošice - HC Junior Mělník 5:7 (1:1,0:3,4:3)
- HC Junior Mělník vyhráli sérii 2:1 na zápasy.

- HC Poděbrady - HK Kralupy nad Vltavou 3:5 (0:0,2:3,1:2)
- HK Kralupy nad Vltavou - HC Poděbrady 5:2 (2:0,2:2,1:0)
- HK Kralupy nad Vltavou vyhráli sérii 2:1 na zápasy.

#### Finále
- HK Kralupy nad Vltavou - HC Junior Mělník 4:3 (1:1,2:2,1:0)
- HC Junior Mělník - HK Kralupy nad Vltavou 1:5 (1:1,0:2,0:2)
- HK Kralupy nad Vltavou vyhráli sérii 2:0 na zápasy a postoupil do kvalifikace o postup do baráže o 2. ligu.

## Ústecká krajská liga

### Základní část
| Poř. | Tým                         | Z  | V  | VP | PP | P  | VG  | OG  | B  |
| ---- | --------------------------- | -- | -- | -- | -- | -- | --- | --- | -- |
| 1.   | HC Draci Bílina             | 24 | 18 | 1  | 3  | 2  | 144 | 74  | 59 |
| 2.   | HC Roudnice nad Labem       | 24 | 16 | 1  | 0  | 7  | 154 | 110 | 50 |
| 3.   | SK Kadaň                    | 24 | 13 | 2  | 0  | 9  | 157 | 113 | 43 |
| 4.   | HC Tygři Klášterec nad Ohří | 24 | 13 | 1  | 1  | 9  | 127 | 116 | 42 |
| 5.   | HC Slovan Louny             | 24 | 8  | 1  | 3  | 12 | 117 | 146 | 29 |
| 6.   | HC Draci Bílina mládež      | 24 | 5  | 1  | 1  | 17 | 117 | 152 | 18 |
| 7.   | HC Lovosice                 | 24 | 2  | 1  | 0  | 21 | 86  | 201 | 8  |

### Play-off

#### Semifinále
- HC Draci Bílina - HC Tygři Klášterec nad Ohří 9:2 (5:1,2:0,2:1)
- HC Tygři Klášterec nad Ohří - HC Draci Bílina 3:4 Pr. (0:1,2:2,1:0,0:1)
- HC Draci Bílina vyhráli sérii 2:0 na zápasy.

- HC Roudnice nad Labem - SK Kadaň 7:8 Pr. (2:1,2:4,3:2,0:1)
- SK Kadaň - HC Roudnice nad Labem 3:2 (1:1,2:0,0:1)
- SK Kadaň vyhráli sérii 2:0 na zápasy.

#### Finále
- HC Draci Bílina - SK Kadaň 5:1 (1:0,3:1,1:0)
- SK Kadaň - HC Draci Bílina 5:2 (2:2,0:0,3:0)
- HC Draci Bílina - SK Kadaň 8:5 (3:2,3:1,2:2)
- HC Draci Bílina vyhráli sérii 2:0 na zápasy a postoupil do kvalifikace o postup do baráže o 2. ligu.